# Moneta (bướm đêm)
Moneta là một chi bướm đêm thuộc họ Geometridae.